# Kircher (cráter)
Kircher es un cráter de impacto que se encuentra en la parte sursudoeste de la Luna, cerca del terminador sur. En esta posición, el cráter aparece achatado cuando se ve desde la Tierra. A menos de un diámetro del cráter hacia el sur aparece el cráter Bettinus, y está casi unido a Wilson en el borde sur-sureste del propio Kircher.
|  |

Este cráterse caracteriza por un suelo interior nivelado y casi sin rasgos distintivos. Está marcado por algunos pequeños cráteres, con uno de ellos cerca de la pared norte-noreste. El brocal y la pared interior han sido desgastados y redondeados por impactos posteriores, aunque solo aparecen unos cuantos cráteres minúsculos atraviesan su contorno. En el exterior del borde occidental aparece un par de cráteres, el más grande de los dos es designado como Kircher D. Un pequeño cráter en forma de copa se encuentra en el estrecho cuello de tierra entre Kircher y Wilson.

## Cráteres satélite
Por convención estos elementos son identificados en los mapas lunares poniendo la letra en el lado del punto medio del cráter que está más cercano a Kircher.
|         | \| Kircher \| Coordenadas \| Diámetro \| \| ------- \| ------------------------------ \| -------- \| \| A \| 66°06′S 42°06′O / -66.1, -42.1 \| 29 km \| \| B \| 65°00′S 43°06′O / -65.0, -43.1 \| 12 km \| \| C \| 66°54′S 37°30′O / -66.9, -37.5 \| 11 km \| \| D \| 67°30′S 49°48′O / -67.5, -49.8 \| 39 km \| \| E \| 69°06′S 50°06′O / -69.1, -50.1 \| 20 km \| \| F \| 66°06′S 38°54′O / -66.1, -38.9 \| 10 km \| |          |
| Kircher | Coordenadas | Diámetro |
| A       | 66°06′S 42°06′O / -66.1, -42.1 | 29 km    |
| B       | 65°00′S 43°06′O / -65.0, -43.1 | 12 km    |
| C       | 66°54′S 37°30′O / -66.9, -37.5 | 11 km    |
| D       | 67°30′S 49°48′O / -67.5, -49.8 | 39 km    |
| E       | 69°06′S 50°06′O / -69.1, -50.1 | 20 km    |
| F       | 66°06′S 38°54′O / -66.1, -38.9 | 10 km    |